# Mohamed Samy
Mohamed Samy Hassan (in arabo محمد سامي حسن‎?; 17 marzo 1997) è un nuotatore egiziano.

## Biografia
Gareggia per gli Indiana Hoosiers squadra dell'Università dell'Indiana.

## Palmarès
- Campionati africani

Bloemfontein 2016: oro nei 50m dorso, argento nei 100m dorso, nei 100m farfalla, nella 4x100m sl, nella 4x200m sl, nella 4x100m misti, nella 4x100m sl mista, nella 4x100m misti mista, bronzo nei 50m sl, nei 100m sl e nei 200 m misti.
Algeri 2018: oro nei 100m sl, nei 200m sl, nei 50m dorso, nei 100m dorso, nei 100m farfalla, nei 200m misti, nella 4x100m sl, nella 4x200m sl, nella 4x100m misti, nella 4x100m sl mista e nella 4x100m misti mista, bronzo nei 200m dorso.
Accra 2021: oro nei 100m sl, nei 50m dorso, nei 100m dorso e nella 4x200m sl, argento nei 200m misti e nella 4x100m sl mista.
- Giochi panafricani

Brazzaville 2015: oro nei 50m dorso, nella 4x100m misti e nella 4x100m misti mista, argento nei 100m sl, nella 4x100m sl, nella 4x200m sl e nella 4x100m sl mista, bronzo nei 100m dorso.
Casablanca 2019: oro nei 50m dorso, argento nei 100m dorso, nella 4x100m sl, nella 4x100m misti, nella 4x100m sl mista e nella 4x100m misti mista, bronzo nei 100m sl.
- Mondiali giovanili

Singapore 2015: bronzo nei 50m dorso.

## International Swimming League
| Stagione 2020 | Stagione 2021 |
| ------------- | ------------- |
| DC Trident    | DC Trident    |